# León (Meksiko)
León je grad u Meksiku u saveznoj državi Guanajuato.

## Povijest
Godine 1530. španjolski konkvistador Nuno Beltrán de Guzmán stigao je sa savezničkim Taraski indijancima na područje današnjeg grada nazvavši ga Nuestra Senora. Farme i stočarstvo počeli su se razvijati od 1546. godine ali su doseljenici bili pod stalnom prijetnjom od strane Chichimecasa, koji su prepoznali Španjolce kao osvajače. Ti doseljenici su zatražili pomoć od potkraljevske vlasti u Mexico Cityju. Danas je grad jedan od najvažnijih turističkih centara u Meksiku s brojnim mogućnostima za zabavu, gastronomiju, umjetnost i rekreaciju.  Također se smatra jednim od najvažnijih ekoloških gradova u Meksiku i ima velik broj biciklista, dijelom zbog dobre mreže biciklističkih staza.

## Zemljopis
Grad se nalazi u središnjem dijelu države. Administrativno pripada saveznoj državi Guanajuato čiji je najveći ali ne i glavni grad.

## Stanovništvo
Prema podacima iz 2010. godine u gradu živi 1.436.733 stanovnika, dok na širem gradskom području živi 1.609.504 stanovnika.

## Gradovi prijatelji
- San Diego,  SAD

- Laredo,  SAD

- Irving,  SAD

- Lubbock,  SAD

- Las Vegas, Nevada,  SAD

- Los Angeles, SAD

- Odesa, Ukrajina

- Cangas de Onis, Španjolska

- Leon, Španjolska

- La Habana, Kuba

- Fermo, Italija

- Bogota, Kolumbija

- Suzhou, Kina

- Novo Hamburgo, Brazil

- Leon, Nikaragva

## Galerija
- Zračna luka
- Gradska vijećnica
- Ulica Madero

## Vanjske poveznice
- Službena stranica grada  Arhivirana inačica izvorne stranice od 30. listopada 2020. (Wayback Machine)